# 宮森ゆう
宮森 ゆう（みやもり ゆう）は日本の女性声優。主にアダルトゲームに声をあてている。

## 出演作品
太字は主役・メインキャラクター

### ゲーム
2012年
- いじくりママたちのクリスマス（新城 あずさ）
- 学園愛辱小夜曲 ～終わることのない絶望の宴～（百瀬 悠里）
- 褐色の性戦士アイシャ（ファラ、ナイラ）
- 昆蟲姦察（如月 かごめ）
- 鋼殻のアイ ～潜在意識へのメス豚刻印～（藤崎 愛）
- びっちンびーち ～理性ぶっ飛び! ぶっかけ中出しハメハメあへ夏物語～（よしのん）
- 不良先輩と幼馴染同級生 ～生意気な奴はビッチな牝豚にシツケてやる～（鬼龍門 刻美）
- 牝贄メイドアイドル 亜衣 ～淫縛の性処理契約～（南田 京子）
- 吾輩はお嫁サンである ～奥サマは教え子JK!～（高科 香里）

2013年
- 異種愛玩（鮫島 悠姫）
- 異常覚醒（温森 あかり）
- 裏就活 ～何でもシますから挿入れてください!（十文字 亜由美）
- 褐色巨乳の女戦士・マルグリットの受難!?（シャロウ＝ビトゥイン）
- くノ一葵、悪ニ堕チル（右京 葵）
- 復讐の死霊魔術師 ～望むのは死の痛み～（マリア・ホーリーランス）
- 変態露出調教妻 慶子（小柳 慶子）
- ママネトリ（郷原 耶子）
- 醜く歪む少女の子宮 ～敗軍の竜乙女カミラ～（カミラ・リンデゴア）
- 欲情絶頂ラブドラッグ ～憧れの美少女がオレにオマタ開いてエッチのおねだり（早瀬 美空）
- らぶ魔女! -LOVE MAJYO!-（瀧本 薫）
- レイドル ～淫辱に堕ちた性人形～（小林 美琴）

2014年
- 委員長☆ぱらだいす! ～会長! もっとツいてイきたくなっちゃう♥︎～（冴泉 紗英）
- 異種相姦（極月 マリア）
- 仮・想・侵・蝕 ～Virtual Hack Online～（クリスティーナ＝アルカデルト、羽馬紫織）
- 可愛い妹を目の前で寝取られたオレ（真谷 瑠美）
- 姦宮剛獣（東雲 万里）
- 黒の教室（鳴川 まひる）
- CYCLET 異種図姦（極月 マリア）
- 大好きなお母さんを友達に寝取られたボク（香妻 桜）
- 爆乳ママ孕ませ寝取り ～極悪少年のママビッチ化計画～（堅城 操）
- まっつぃ ～びっちンびーち外伝～（まっつぃ）
- もっと! 野外学習 夏期特別講習編（上泉 茜）

2015年
- 兄貴の彼女JKカテキョを好き放題してみたボク（青葉 紗百合）
- 異種愛玩 ワイド版（鮫島 悠姫）
- 昆蟲姦察 ワイド版（如月 かごめ）
- キシカノ KISHI×KANO（神門 明日葉）
- 復讐の死霊魔術師 ～望むのは死の痛み～ ワイド版（マリア・ホーリーランス）
- レイドル ～淫辱に堕ちた性人形～ ワイド版（小林 美琴）

2016年
- 姦宮剛獣 ワイド版（東雲万理）